# Gorenje Skopice
Gorenje Skopice so naselje v Občini Brežice.

## Prebivalstvo
Etnična sestava 1991:
- Slovenci: 171 (94,5 %)
- Hrvati: 6 (3,3 %)
- Jugoslovani: 2 (1,1 %)
- Madžari: 1
- Neznano: 1